# Huah!
Huah! war eine Hamburger Band der frühen 1990er, gegründet von Frank Möller, alias Knarf Rellöm. 

## Geschichte
Die zwei bei L’age d’or veröffentlichten Alben der bereits in den 1980er Jahren gegründeten Hamburger Band waren kommerziell relativ erfolglos. Nach Angaben des Gründers wurde Huah! erst Jahre nach der Auflösung der Band bekannt; daher seien Wiederveröffentlichungen der Alben geplant. Musikalisch lässt sich die Musik von Huah! mit den Goldenen Zitronen, insbesondere deren Album Das bißchen Totschlag  oder anderen Bands der ersten Generation der Hamburger Schule (wie z. B. Kolossale Jugend) vergleichen, noch eher aber mit Jonathan Richman oder The B-52s.
2005 und 2007 wiederveröffentlichte ihr Label Lado beide Alben, da die Band inzwischen einen gewissen Kultstatus hatte. Daraufhin gab es mehrere Reunion-Konzerte.

## Rezeption
Tocotronic veröffentlichten auf ihrer Single "Die Welt kann mich nicht mehr verstehen" (1996) als B-Seite eine Coverversion des Huah!-Songs "Die 10 Uhr Show".
In seinem ersten Roman, der Autofiktion Risiko des Ruhms (2000) 'erinnert' sich Rocko Schamoni an Aufstieg und Fall der sogenannten Hamburger Schule, die er angeblich aus einem Musikerstammtisch heraus als Verein samt Satzung und Kleiderordnung mitbegründete und bezieht sich dabei explizit auf Knarf Rellöm und dessen Band (wenngleich unter einem fiktionalen Alias): „Wir wählten fünf Bands aus, die über einen 7-Jahres-Plan aufgebaut werden sollten, um zu den Hauptstützen unserer Basilika zu werden. Vor allem sollten sie uns finanzielle Unabhängigkeit bringen. Jede dieser Bands hatte einen emotionalen Dienstleistungsbereich beim Konsumenten abzudecken. Knarf Rellöms Monkeymen erledigten das Intellektuell-Fröhliche.“
Im Musikexpress schrieb Björn Sonnenberg (Locas In Love): "Was Huah! neben ihrem spleenigen Stil-Eklektizismus zur Ausnahmeband macht ist ihre Zusammensetzung: in der vornehmlich männerdominierten Szene sind sie das einzige gemischte Kollektiv, das weder reine Jungs-Gang noch Frauenbande ist. In den Texten wird zwischen naiv und radikal hin- und hergesprungen, sich verliebt, agitiert, analysiert – nicht selten im selben Song. Das theoretische Rüstzeug und linke Gewissen sind die gleichen wie bei Weggefährten von z.B. Blumfeld (auf deren "Verstärker"-Single ein Paßbild von Knarf das Covermotiv ist) oder den Goldenen Zitronen, nur werden sie anders eingesetzt, unverkrampfter, undidaktisch, spielerischer, tanzbar."

## Diskografie
- 1988: Warum ich und mein Mädchen so gern katholisch wären (Buback, 7")
- 1990: Was machen Huah! jetzt? (L'Age D'Or, LP, CD-Wiederveröffentlichung mit Bonustracks 2005)
- 1992: Scheiß Kapitalismus (L'Age D'Or, LP/CD, CD-Wiederveröffentlichung mit Bonustracks 2007)

## Belege
1. ↑  Bandbiografie bei laut.de
2. ↑  Huah! - Scheiß Tourstress. Intro, 19. September 2006, archiviert vom Original am 23. Mai 2018; abgerufen am 22. Mai 2018.  Info: Der Archivlink wurde automatisch eingesetzt und noch nicht geprüft. Bitte prüfe Original- und Archivlink gemäß Anleitung und entferne dann diesen Hinweis.
3. ↑  https://www.discogs.com/de/release/1069816-Tocotronic-Die-Welt-Kann-Mich-Nicht-Mehr-Verstehen. In: Discogs. Abgerufen am 18. September 2024.
4. ↑  Rocko Schamoni: Risiko des Ruhms. 1. Auflage. Rowohlt, Hamburg 2000, ISBN 3-499-22553-0.
5. ↑  Björn Sonnenberg: Plädoyer für... einen vergessenen helden der Popmusik: Knarf Rellöm. In: musikexpress.de. Musikexpress, Dezember 2015, abgerufen am 18. September 2024.